# Ривер Бенд (Мисури)
Ривер Бенд (енгл. River Bend) град је у америчкој савезној држави Мисури.

## Демографија
По попису из 2010. године број становника је 10, што је 0 (0,0%) становника више него 2000. године.
| Група             | 2000.       | 2010.       |
| Белци             | 10 (100,0%) | 10 (100,0%) |
| Афроамериканци    | 0 (0,0%)    | 0 (0,0%)    |
| Азијати           | 0 (0,0%)    | 0 (0,0%)    |
| Хиспаноамериканци | 0 (0,0%)    | 0 (0,0%)    |
| Укупно            | 10          | 10          |